# Miladojka Youneed (album)
Miladojka Youneed je debitantski studijski album slovenske glasbene skupine Miladojka Youneed, izdan leta 1986 pri založbi FV Records v obliki kasete.

## Seznam pesmi
Vse pesmi je napisala skupina Miladojka Youneed.
Stran A
1. »Trio from Rio« – 3:00
2. »Crni Mirko« – 7:00
3. »Balada o dojki in oblaku« – 4:00
4. »American Dream« – 4:03

Stran B
1. »Skreting Blues« – 5:21
2. »All Funk« – 4:49
3. »Monkey Beat« – 3:01
4. »Ajeuomari..?« – 5:37

## Zasedba

### Miladojka Youneed
- Miroslav Lovrič — vokal, bas kitara
- Mario Marolt — tenor saksofon, klarinet
- Urban Urbanija — alt saksofon, bariton saksofon
- Boris Romih — kitara
- Danijel Kašnar — bobni
- Igor Ožbolt — bas kitara

### Ostali
- Igor Leonardi — kitara
- Aldo Ivančič — urednik izdaje